# Fatoua
Fatoua ist eine Pflanzengattung innerhalb der Familie der Maulbeergewächse (Moraceae). Die zwei oder drei Arten sind von Ostasien bis Australien, auf den pazifischen Inseln sowie auf Madagaskar verbreitet.

## Beschreibung

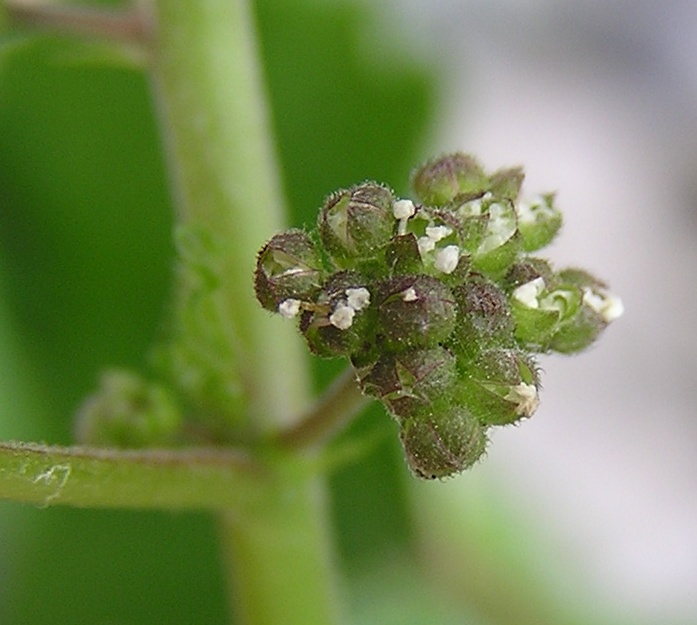
Blütenstand von Fatoua villosa

### Vegetative Merkmale
Bei Fatoua-Arten handelt sich um ein- oder mehrjährige krautige Pflanzen. Sie wachsen aufrecht und erreichen Wuchshöhen von bis zu 80 Zentimetern. Sie enthalten keinen Milchsaft.
Die wechselständig angeordneten Laubblätter sind in Blattstiel und -spreite gegliedert. Die papierartige Blattspreite ist breit oval bis dreieckig oval. Der Blattrand ist gezähnt. Die zwei Nebenblätter sind nicht verwachsen und stehen seitlich neben den Blattstielen, sie fallen aber früh ab.

### Generative Merkmale
Fatoua-Arten sind einhäusig getrenntgeschlechtig (monözisch).
Blattachselständig auf deutlich erkennbaren Blütenstandsschäften befinden sich die kurzen, köpfchenförmigen, zymösen Blütenständ. Die Blütenstände enthalten in der Regel Blüten beiderlei Geschlechts. Die männlichen Blüten haben einen vierlappigen, glockenförmigen Kelch, und die Staubblätter sind in der Knospe eingekrümmt. Die weiblichen Blüten haben einen kahnförmigen vier- bis fünflappigen Kelch.
Die Frucht ist eine rundliche kleine Achäne.

## Standorte
Sie wachsen auf Ödland und in Unkrautfluren.

## Systematik und Verbreitung
Die Gattung Fatoua wurde 1830 durch Charles Gaudichaud-Beaupré in Voy. Uranie, Bot. 509 aufgestellt. Die Gattung Fatoua wurde wahrscheinlich zu Ehren des französischen Apothekers Jean Baptiste Ambroise Fatou (1786–1858) benannt.
Die Fatoua-Arten sind von Ostasien (Japan, Korea, China) über Südostasien und Indonesien bis nach Australien, sowie auf Neukaledonien und auf Madagaskar verbreitet.
Es gibt zwei oder drei Fatoua-Arten:
- Fatoua madagascariensis Leandri: Sie kommt in Madagaskar vor. Sie wird von einigen Autoren auch nicht als eigene Art, sondern als Synonym für Fatoua pilosa aufgefasst.
- Fatoua pilosa Gaudich.: Diese ausdauernde tropische Art ist von Taiwan und den Philippinen über Indonesien bis nach Neukaledonien und Nordaustralien verbreitet. Diese Art besitzt eine Anzahl von Synonymen.
- Fatoua villosa (Thunb.) Nakai: Diese einjährige Art gedeiht zusätzlich in  gemäßigten Gebieten Ostasiens (China, Korea, Japan). Seit 1969 gilt diese Art auch in den USA als eingebürgert.